# Fata căpitanului (film din 1958)
Fata căpitanului (titlul original: în rusă Капитанская дочка) este un film dramatic sovietic, realizat în 1958 de regizorul Vladimir Kaplunovski, după romanul omonim din 1836 al scriitorului Aleksandr Pușkin, protagoniști fiind actorii Oleg Strijenov, Serghei Lukianov, Iia Arepina și Vladimir Dorofeev.

## Rezumat
Nobilul Griniov, pleacă să-și înceapă serviciul militar, dar este prins de o furtună de zăpadă și ajungând la han, dăruiește ghidului său Emelian Pugaciov un cojocel din piele de iepure. Locul de serviciu al lui Griniov se dovedește a fi o mică fortăreață, Belogorskaia. Griniov se îndrăgostește de fiica comandantului, Masha, și este rănit într-un duel de ofițerul Șvabrin. În curând, Pugaciov instigă la o revoltă, pune stăpânire pe fortăreață și execută părinții lui Mașa și îl eliberează pe Griniov. Primește o scrisoare de la mireasă și află că Șvabrin, care a devenit complicele lui Pugaciov, o forțează să se căsătorească.
Cu ajutorul lui Pugaciov, Griniov o eliberează pe Mașa. După război, Șvabrin, care a fost capturat, l-a calomniat pe Griniov, acuzându-l de complicitate cu Pugaciov, dar Mașa a reușit să-i demonstreze împărătesei nevinovăția logodnicului ei. Filmul se încheie cu o scenă amplă a execuției lui Pugaciov.

## Distribuție
- Oleg Strijenov – Piotr Griniov
- Serghei Lukianov – Emelian Pugaciov
- Iia Arepina – Maria „Mașa” Ivanovna Mironova
- Vladimir Dorofeev – căpitanul Ivan Kuzmici Mironov
- Irina Zarubina – Vasilisa Egorovna
- Anatoli Șișkov – Savelici
- Veaceslav Șalevici – Alexei Ivanovici Șvabrin
- Pavel Pavlenko – Ivan Ignatievici, locotenent
- Boris Novikov – Maksimîci
- Lev Zolotuhin – maiorul Ivan Ivanovici Zurin
- Nikifor Kolofidin – Andrei Petrovici, tatăl lui Griniov
- Varvara Miasnikova – mama lui Griniov
- Serghei Blinnikov – un general
- Vladimir Soloviov – anchetatorul
- Aleksandra Denisova – Akulina Panfilovna, preoteasa
- Aleksandr Gumburg – Hlopușa
- Iuri Katin-Iarțev – „generalul” cu panglică albastră
- Serghei Troițki – hangiul
- Pavel Șpringfeld –
- Stepan Borisov – soldatul

## Lansare
A fost lansat în anul 1958 și a avut parte de succes comercial, fiind vizionat de 18,0 milioane de spectatori în cinematografele din Uniunea Sovietică.

## Premii și nominalizări
- 1959 – Premiul Vela de aur la al XII-lea Festivalul Internațional de Film de la Locarno (Locarno, Elveția) – cel mai spectaculos film
- 1959 – Premiul II la Festivalul Unional de Film de la Kiev pentru designerul de film Evgeniy Kumankov
- 1959 – Festivalul de Film de la Mar del Plata – Nominalizare la  Cel mai bun film pentru Vladimir Kaplunovskiy
- 1960 – Festivalul Internațional de Film de la Vancouver – Diplomă locul III
- 1960 – Festivalul Mondial de Film de la Montreal, Canada – Diplomă locul IV